# Hôpital de la Charité de Senlis
Pour les articles homonymes, voir Hôpital de la Charité.
L'hôpital de la Charité de Senlis (Oise) est un ancien hospice fondé en 1668 par une congrégation religieuse et fermé en 1838. Ce fut le seul établissement religieux de la ville à ne pas être supprimé à la Révolution pour son utilité indéniable.

## Historique

### Les préliminaires de la fondation
La fondation de l'hôpital de la Charité de Senlis était un vœu formulé par Jacques Joly, prêtre et avocat en Parlement originaire de Senlis, en signant un acte de donation devant notaires au Châtelet de Paris, le 3 janvier 1647. La même personne est par ailleurs à l'origine de la première bibliothèque publique de Senlis, en laissant sa collection personnelle de livres à la ville, sous la condition de les rendre accessibles. La salle de conférences de la bibliothèque municipale porte ainsi le nom de Jacques Joly afin de perpétuer son souvenir. Le généreux prêtre n'a pas pu voir son projet d'hôpital se réaliser, car son don était insuffisant. Il mourut le 29 octobre 1652 à l'âge de soixante-seize ans. Ce ne fut que deux ans plus tard que les religieux de la Charité de Paris, de l'ordre des hospitaliers de Saint-Jean-de-Dieu, achetèrent un immeuble à Senlis en vue d'y installer provisoirement l'hôpital. Mais en raison de différents problèmes juridiques et du manque de moyens, l'établissement était encore loin de pouvoir ouvrir.
Ce furent les échevins qui avaient conseillé l'achat de l'hôtel du Paon, en taisant malencontreusement le fait qu'il était dans la censive de l'abbaye de Chaalis. Le vendeur n'en fut donc pas le réel propriétaire, seulement son dernier occupant, et les religieux de la Charité de Paris se sont ainsi fait escroquer. De surcroît, l'abbaye de Chaalis se serait opposée au développement d'activités d'une autre congrégation religieuse dans l'une de ses possessions. Les hospitaliers ont dû s'engager dans une longue procédure en justice pour pouvoir se défaire le hôtel du Paon et être remboursés. Mais il y avait également des problèmes avec les deux maisons et les rentes que Joly leur avait laissé. Les deux maisons, situées à Paris, étaient en si mauvais état qu'elles n'apportaient aucun revenu et durent être démolies. Les religieux ont vendu l'un des terrains contre une rente foncière perpétuelle. L'autre a été rachetée par la Charité de Paris afin de permettre aux frères de Senlis de rembourser leurs emprunts. En ce qui concerne les rentes, les personnes devant les verser se sont avérées insolvables. Une rente avait été versée par Joly à un chanoine parisien, qui l'avait vendue ; ici, il fallut également un recours en justice afin que les hospitaliers puissent récupérer cette rente dont le bénéficiaire avait en réalité perdu ses droits avec le décès de Joly.
En 1663, soit seize ans après la donation, le projet de la création du nouvel hôpital à Senlis n'avait toujours pas avancé. Le maire et les échevins ne croyaient plus en sa réalisation, et sachant que les donations sont généralement soumises à des conditions, ont espéré pouvoir confisquer l'héritage de Jacques Joly. Par deux reprises, la ville de Senlis posa un délai aux hospitaliers, dans lequel ils étaient censés ouvrir impérativement l'hôpital. Rien ne fut fait. Début mars 1667, la ville de Senlis obtint la condamnation des religieux de rembourser l'ensemble des revenus touchés depuis la donation. Mais la ville de Senlis ne connaissait évidemment pas les termes de l'acte de donation, qui, de toute façon, ne la concernait pas. Il stipulait qu'en cas d'empêchement d'ouvrir l'hôpital à Senlis, le legs reviendrait à la Charité de Paris. La condamnation demeura donc sans effet, d'autant plus que l'ordre de Saint-Jean-de-Dieu fût toujours bien en vue auprès du gouvernement royal. Finalement les oppositions s'effondrèrent à Senlis, et le 25 février 1668, les lettres patentes du roi permirent la création officielle de l'hôpital de la Charité de Senlis. Il fallut toutefois encore accomplir un certain nombre d'autres formalités qui en découlaient, la dernière étant le consentement de l'évêque de Senlis le 21 janvier 1668.

### Les débuts de l'hôpital de la Charité
Deux jours après le consentement de l'évêque, les premières deux maisons furent acquises, rue de Meaux. Deux maisons situées rue du Temple suivirent au mois de mars. L'ouverture solennelle de l'hôpital fut célébrée un an plus tard, le 7 mars 1670, avec l'installation des premiers cinq lits fondés par Jacques Joly et dix autres donateurs. En effet, pour les donations envers des hôpitaux, souvent effectuées sous la forme de rentes foncières, l'usage était de les exprimer en nombre de lits. Il pouvait aussi s'agir d'un demi-lit ou de deux tiers de lit, selon la fortune du donateur. Ensuite, les acquisitions immobilières allaient bon train : une maison en 1672, une en 1676, une en 1679, une en 1684, une en 1685 et une en 1688, soit au total dix maisons, nombre qui allait encore s'agrandir ultérieurement. Parallèlement, suivaient de temps en temps des fondations de lits.
La première chapelle fut bénie dès le 20 mars 1670 et dédiée à Denys l'Aréopagite ; il a dû s'agir d'une chapelle provisoire aménagée dans l'une des maisons, car les actes ne parlent d'aucune construction neuve avant 1687. Dans un premier temps, furent accueillis les malades et les pauvres, qui étaient tous soignés gratuitement. Dès 1672, l'hôpital proposait également des chambres pour accueillir des pensionnaires, qui réglaient leur séjour ou dont le séjour était payé par un tiers parti. Il s'agissait plus particulièrement des malades mentaux, des « libertins » et des autres personnes internées d'office par le gouvernement. 

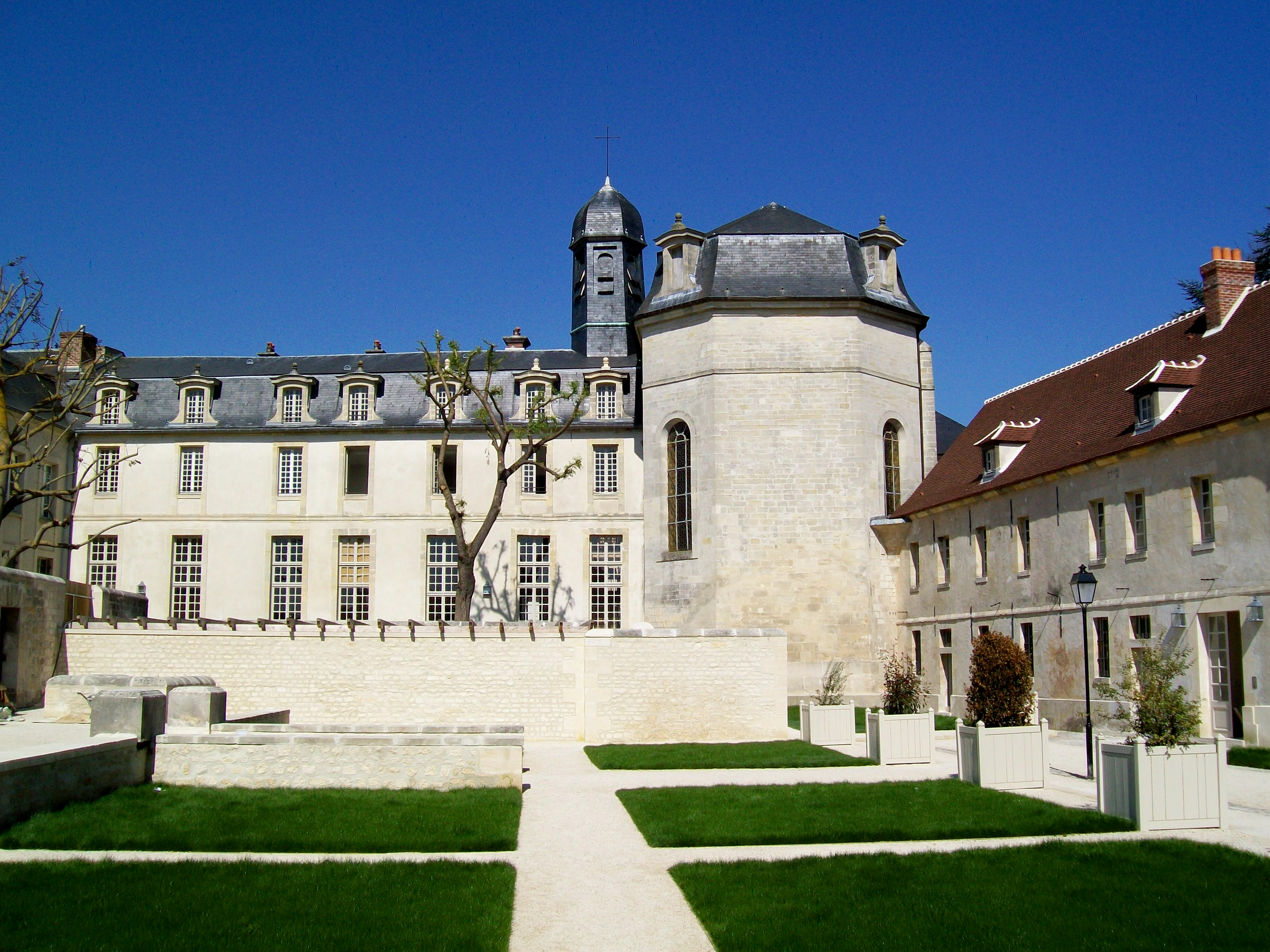
L'infirmerie de 1708 côté jardin, et le chevet de l'église, où se situait le cimetière.

Au fur et à mesure que les religieux trouvaient les moyens d'agrandir l'établissement, les maisons furent démolies l'une après l'autre, jusqu'à l'ouverture du dernier bâtiment vers le milieu du XVIIIe siècle. Le premier nouveau bâtiment fut construit en 1687 et agrandi en 1690, affecté à l'accueil des « insensés ». Les archives ne précisent pas où ce nouveau bâtiment est situé ; il doit s'agir du bâtiment de « la Force » rue de la Poterne, ou d'un bâtiment rue du Temple, la date de construction des autres ailes étant connue. La première pierre de l'église a été posée le 13 mars 1706, alors que les travaux étaient déjà bien avancés. Elle a ainsi pu être bénite dès le 15 janvier de l'année suivante. Un cimetière fut aménagé derrière (au sud) du chœur en 1708. Le bâtiment de l'infirmerie rue de Meaux, à droite de l'église, a probablement été terminé en cette même année. Par infirmerie, il faut entendre l'hôpital proprement dit, par distinction avec les services psychiatriques.
Cependant, la joie sur l'inauguration de la nouvelle chapelle fut de courte durée. Très rapidement, il s'avéra que le défunt entrepreneur Girault de Paris s'était rendu coupable de malfaçon : cinq ans après son achèvement, elle menaçait ruine et risquait de s'effondrer. Seule la façade sur la rue de Meaux paraissait solide. La veuve de Girault et ses enfants étaient garants pendant dix ans, et les religieux trouvèrent un arrangement avec elle  pour éviter un procès en justice. L'église de la Charité a été démolie, à l'exclusion de la façade avec le portail, à partir du 6 avril 1712, jusqu'au fondement. La reconstruction se fit sous la direction du frère François-Xavier Constant, de l'ordre de Saint-Jean-de-Dieu et prit trois ans. La consécration eut lieu le 15 septembre 1715. L'église ne fut pas seulement dédiée à saint Denys, mais également à saint Firmin, saint Didier, sainte Praxeille (une martyre), saint Mathieu et sainte Julie, sa sœur.

### Le fonctionnement de l'hôpital

#### Généralités
La particularité des hospitaliers de Saint-Jean-de-Dieu fut de ne soigner que des hommes, ce qui leur imposait le vœu de chasteté, bien que d'autres ordres hospitaliers prenaient en charge les personnes des deux sexes. L'hôpital de la Charité était le quatrième hôpital de Senlis, à côté de l'hôpital général (ancienne maladrerie Saint-Lazare devenu le centre hospitalier actuel), l'Hôtel-Dieu et l'hôpital des Carmes. De ce fait, une spécialisation dans la psychiatrie évitait de faire double emploi avec les autres établissements. L'hôpital général et l'Hôtel-dieu s'étaient déjà partagés les tâches pendant une certaine période, l'un accueillant les pauvres (les indigents), l'autre les malades et blessés. Suivant les préceptes de l'ordre de Saint-Jean-de-Dieu, la Charité maintint toujours son infirmerie, mais son importance était moindre. Les religieux signèrent dès 1672 un accord avec l'Hôtel-dieu, que l'on pourrait aujourd'hui qualifier de contrat de délégation de service.
La Charité s'engageait d'accepter les hommes et garçons malades ou blessés orientés dans un premier temps vers l'Hôtel-dieu, et de ne jamais refuser personne, sauf les incurables, les personnes atteintes de maladies vénériennes et les patients fortement contagieux. Les patients devaient être gardés jusqu'au terme de leur convalescence. En contrepartie, la Charité touchait une indemnité journalière de huit sols par patient, et bénéficia d'un versement unique de cinq cents livres pour l'achat de mobilier, de lits et de linge. Cet accord est quelque peu surprenant, étant donné que des malades pouvaient aussi bien se présenter directement à la Charité, sans avoir rien à payer, et que l'hôpital n'était alors pas indemnisé (sauf pour les soldats, dont le séjour fut payé par le Trésor royal).

#### Capacité de lits et personnel

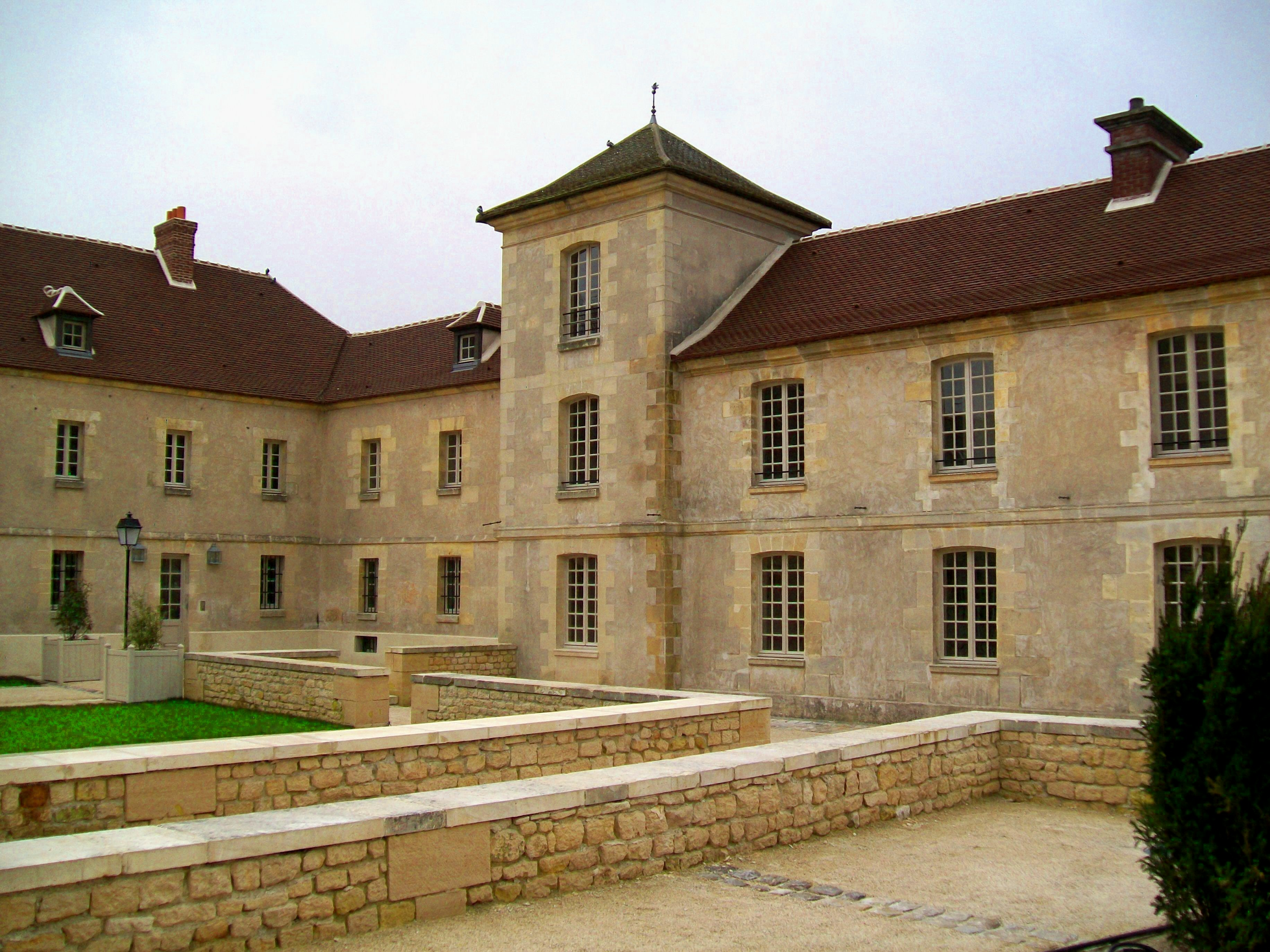
L'aile sud rue du Temple, façade nord sur le jardin, bâtiment pour le régime de semi-liberté.

Au début, le nombre de lits dans l'infirmerie n'augmenta que modérément, passant successivement à onze lits en 1691, encore dans les anciennes maisons de ville bientôt remplacés par des bâtiments neufs, à quatorze lits en 1708 puis à dix-huit lits en 1722. Le chiffre est ramené à quatorze par la suite, chiffre valable jusqu'à la Révolution. Dix à douze lits étaient d'habitude occupés par des malades ou blessés, les autres servant surtout pendant des épidémies (maladies populaires selon le terme contemporain). En cas de besoin urgent, des lits supplémentaires étaient ajoutés provisoirement. Mais les habitants pouvaient aussi venir se faire soigner ou panser à l'hôpital, et des soins à domicile étaient également dispensés. Dans ce cas, l'hôpital fournissait aux malades les draps et le linge. Quant aux pensionnaires, leur nombre était en constante augmentation, atteignant les quarante-sept en 1764 et les soixante-dix à quatre-vingt pendant les dernières années de l'Ancien Régime. Il y avait alors trente-huit chambres dans le bâtiment de « la Force », rue de la Poterne, et vingt-cinq chambres pour le régime de semi-liberté, plus dix lits dans l'ancien réfectoire. S'y ajoutait finalement un service de semi-liberté destiné aux « officiers invalides » avec onze lits en deux salles, pour des blessés de guerre ayant subi des traumatismes psychologiques. Temporairement, des soldats étaient accueillis à partir de 1778, généralement vingt-cinq, dans une salle spéciale tenant lieu d'hôpital militaire. Il dépendait du camp de Verberie ouvert en 1769.
L'évolution du nombre du personnel est moins bien connue. En 1758, il y avait huit religieux dont le prieur (l'hôpital avait en même temps le statut d'un prieuré), et cinq domestiques. Ce chiffre paraît faible, mais les hospitaliers travaillaient tous les jours du matin au soir, et les offices dans l'église furent assurés par un Carme (au moins pendant la seconde moitié du XVIIIe siècle). En 1764, le nombre de domestiques était passé à dix. Puis le nombre de religieux passa à six, mais les domestiques passèrent à seize (1782). S'y ajoutaient maintenant des employés de différents métiers : il y avait un suisse, un cuisinier, un boulanger, un pâtissier, un tailleur, un garçon d'office, un sommelier et deux valets de chambre. Ceci donnerait un effectif de vingt-neuf personnes pour quatre-vingt-deux patients en moyenne. Le nombre de domestiques et employés augmenta encore avec l'ouverture de l'hôpital militaire pour atteindre son maximum de quarante, alors que les religieux ne furent toujours que six, pour désormais entre cent dix et cent dix-neuf patients.

#### Administration

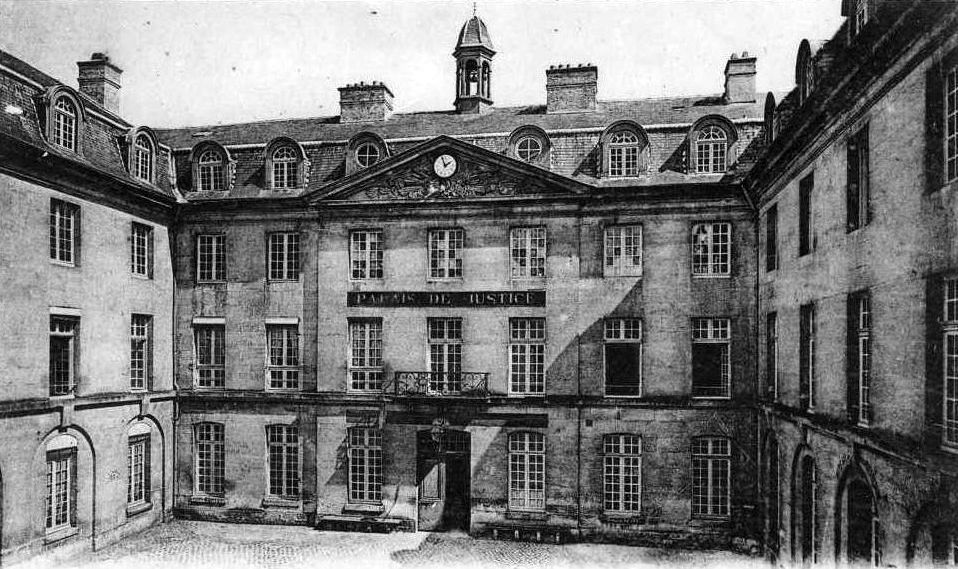
Nouveau bâtiment conventuel de 1771 ou « La Liberté », financé par les moyens propres de l'hôpital.

La gestion de l'établissement était exemplaire. Les comptes furent bien tenus et les excédents lucrativement placés, permettant ainsi une expansion continuelle de l'hôpital financé en bonne partie par ses moyens propres. Les religieux défendaient toujours vigoureusement leurs avantages fiscaux dont les établissements de soins bénéficiaient, mais qui leur étaient souvent contestés dans la pratique. Pendant la seconde moitié du XVIIIe siècle, les hôpitaux parisiens étaient des institutions archaïques et mal gérées, et des gouffres financiers de surcroît ; ce ne fut pas le cas de la Charité de Senlis. Les bâtiments destinés aux malades mentaux ont pu être agrandis en 1714, 1723, 1737, 1746/47 et 1751/52, dont les travaux de 1737 ont porté sur la chapelle des pensionnaires. Tenant compte des premières constructions au siècle précédent, la somme de 56 880 livres a ainsi été investie de 1676 à 1755. À titre de comparaison, pendant les années 1770, les revenus provenant de loyers et rentes variaient entre 4 500 et 5 000 livres par an, mais les pensionnaires rapportaient aussi entre 34 000 et 43 000 livres. Puis les deux types de revenus sont en forte hausse à la fin de l'Ancien Régime. Entre 1764 et 1771, un nouveau bâtiment dit conventuel, ou la Liberté, fut construit sur la nouvelle rue Royale (rue de la République), qui contenait les locaux destinés aux religieux, des salles communes, des chambres pour des pensionnaires en régime de liberté, ainsi que plus tard trois salles pour des militaires. Cet agrandissement permit une réorganisation des bâtiments plus anciens.

### L'accueil des patients

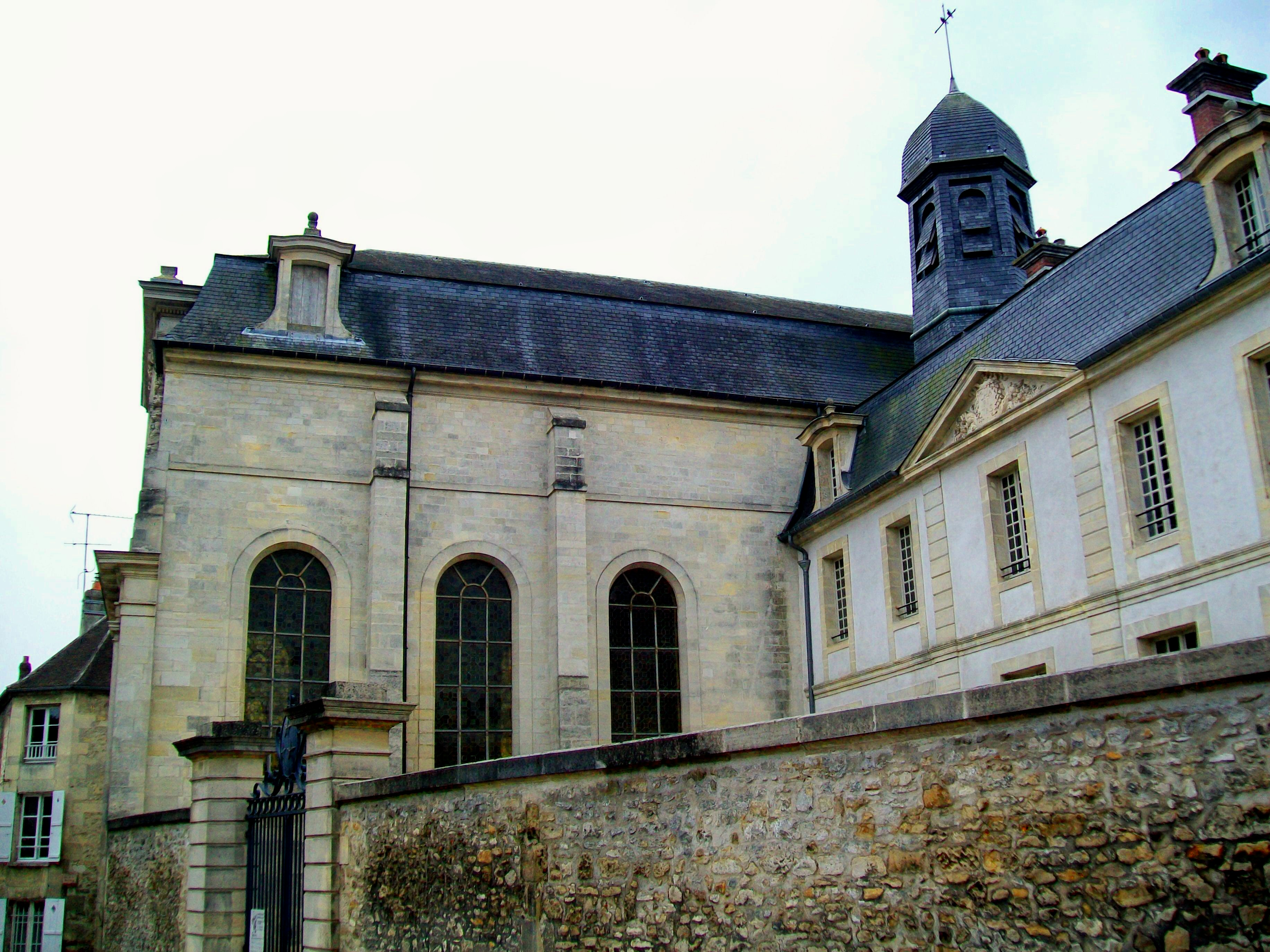
Bâtiment de l'infirmerie (à dr.), rue de Meaux.

L'infirmerie disposait d'une unique grande salle, ouverte d'un côté sur l'église. Chaque lit était muni de rideaux, qui étaient verts ou blancs selon la saison. Les lits comportaient une paillasse, un matelas refait à neuf deux fois par an, un traversin, un oreiller, une couverture et une courtepointe. Les serviettes furent changés deux fois par semaine, et les draps au moins une fois par mois. L'hôpital fournissait également une robe de chambre, un gilet, des pantoufles, des bas et des sous-vêtements aux malades qui étaient à sa charge. Contrairement à certains Hôtels-dieu, l'on ne mettait jamais deux personnes dans un même lit. L'hôpital militaire provisoire comportait trois salles pour vingt-cinq malades au total. Le secteur psychiatrique comportait uniquement des chambres individuelles pour les pensionnaires, seuls les officiers invalides étant hébergés dans des chambres collectives de cinq à six lits, peut-être parce que leur séjour était moins bien pris en charge par le gouvernement. Les chambres étaient convenablement chauffées, si l'on considère les quantités de bois que la Charité achetait chaque année, et les factures pour des poêles neufs qui ont été fournis. En 1780, quand l'hôpital avait atteint son extension maximale, cent trente-deux voitures chargées de bois furent livrées pendant l'été. Mais les chambres étaient aussi décorées avec goût, comme le démontrent des factures portant sur des objets d'ornement comme des glaces, des cadres et des tableaux. Chambres et couloirs étaient repeints tous les deux ans. Dans le bâtiment neuf, les chambres étaient tapissées de papier peint « chinois ».
Une bonne alimentation était jugée comme fondamentale. Trois repas par jour étaient servis. Pour le petit-déjeuner, il y avait un morceau de bon pain et un demi-septier de vin. Pour le déjeuner, l'on servait une soupe, une entrée, un plat de viande variée, un dessert et une chopine (soit environ 476 ml). Le dîner se composait d'un rôti accompagné de salade ainsi que d'un dessert, avec un demi-septier de vin. La viande était de la volaille ou du gibier trois fois par semaine. Les jours maigres, la viande était remplacée par du poisson de rivière ou de mer le midi, et par des œufs et des légumes le soir. La cave à vin contenait du vin de Bourgogne et de Beaugency en grandes quantités, livré par un grossiste d'Arnouville. Une douzaine d'autres vins de plusieurs régions de la France furent stockés en bouteilles, sans oublier le vin de dessert et l'eau-de-vie. Du tabac était distribué aux pensionnaires par le suisse (le portier). Les soins apportés aux pauvres malades ne s'arrêtaient pas avec leur sortie de l'hôpital ; en effet, ils recevaient des aumônes (donc des versements d'argent) mais aussi du bois de chauffage.

### Les soins apportés aux patients

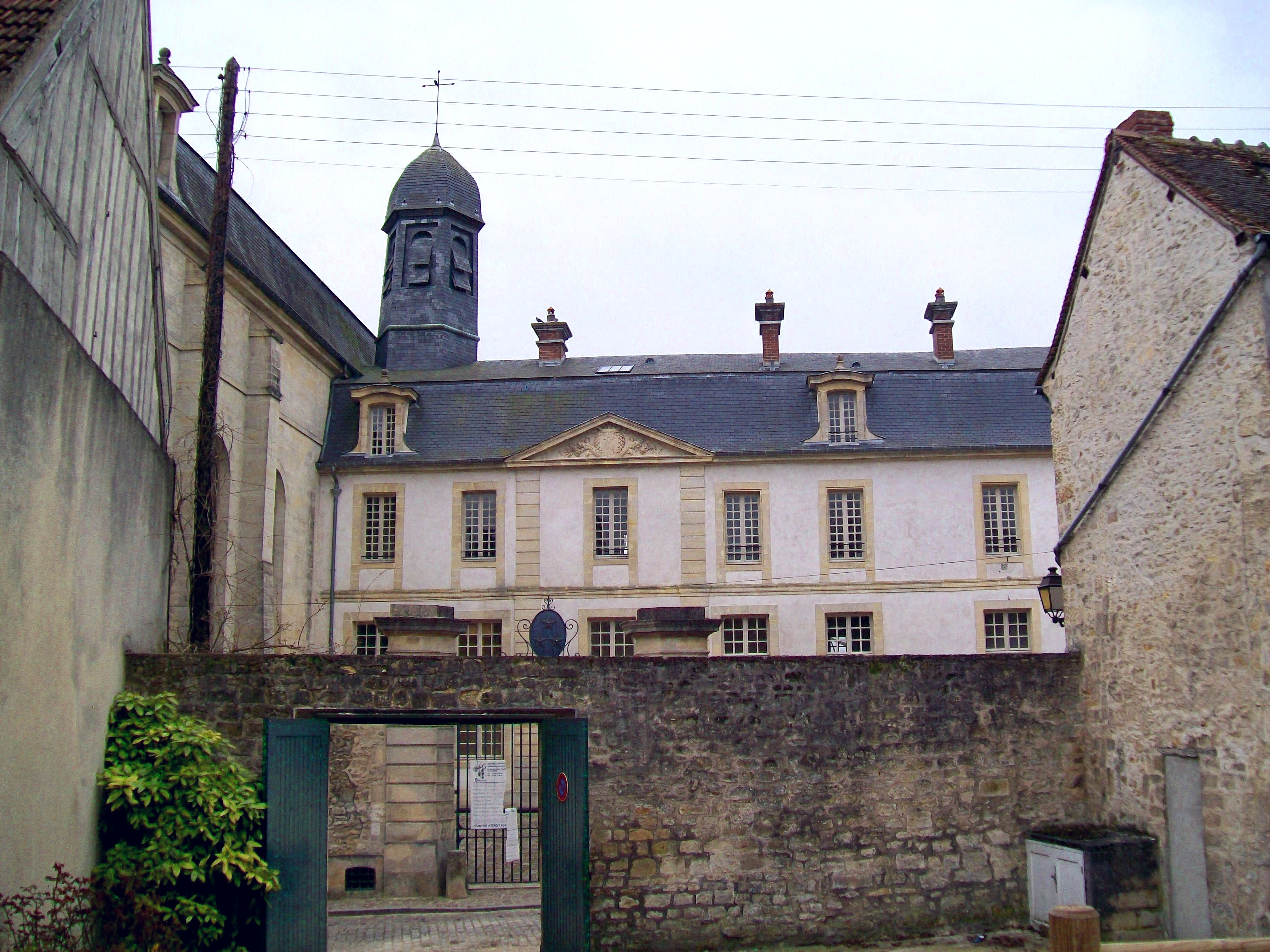
Façade nord de l'infirmerie sur la rue de Meaux.

Le prieur, dont le rôle fut comparable à un directeur-médecin en chef, visitait les internés une fois par semaine, et les malades deux fois par semaine, toujours individuellement, et s'assurait s'ils étaient bien traités. Il faisait des rapports et tenait au courant les familles et magistrats. Le sous-prieur visitait les internés tous les jours, et les religieux les voyaient deux fois par jour. Ces internés, les pensionnaires, étaient pour partie des criminels présentant des troubles psychiatriques. À la Charité, ils n'étaient pas considérés comme des délinquants mais comme des vrais malades pour lesquels il fallait obtenir une guérison. Ils furent traités avec beaucoup d'humanité. Les religieux furent soumis à un strict règlement et à des contrôles réguliers de l'administration royale, qui protégeait les intéressés contre d'éventuels abus. Les internés pouvaient aussi souvent qu'ils voulaient écrire au Ministre ou au lieutenant de police pour effectuer des réclamations, et les autorités ouvraient aussitôt une enquête pour chaque réclamation. Un changement de régime n'était possible que sur ordre écrit du gouvernement, respectivement de la famille qui plaçait le pensionnaire. Les malades mentaux démunis étaient accueillis gratuitement, mais entraient toutefois dans la catégorie des pensionnaires, bénéficiant du même niveau de soins que les autres. Les pensionnaires fortunés avaient la possibilité de prendre avec eux leurs domestiques, à condition de leur payer la pension.
L'hôpital disposait d'une pharmacie, et il y avait toujours au moins un chirurgien. Des dépenses pour l'achat de matériel de chirurgie figurent dans les comptes. L'on ne sait cependant pas si les interventions chirurgicales dépassaient les soins aux blessés. Les méthodes thérapeutiques de l'époque étaient évidemment restreintes, et reposaient pour l'essentiel sur le traitement moral, basé sur l'écoute avec compassion. Ce fut un genre de précurseur de la psychothérapie, comportant toutefois des exercices religieux. Le régime de la force, c'est-à-dire l'enfermement, était réservé aux violents. Aux patients calmes qui avaient encore besoin d'une surveillance, s'appliquait le régime de semi-liberté. Les patients les moins atteints bénéficiaient du régime de liberté avec des sorties autorisées en ville. Il arrivait aussi que des patients se fassent hospitaliser à leur propre demande, par exemple des personnes sachant que leurs passions risquaient de les conduire en prison tôt ou tard. Tous devaient se conformer aux heures de lever et de coucher règlementaires. Le lever était prévu à 4 h 30 l'été et à 7 h 00 l'hiver, et le coucher était prévu à 21 h 00 l'été et à 19 h 00 l'hiver. Pendant la nuit, les chambres furent fermées à clef et les lumières retenues. Les patients pouvaient assister à la messe le matin, se promener dans le jardin pendant la journée, lire ou s'occuper avec des jeux (billard, trictrac, échecs, dames, etc.). La correspondance était autorisée mais soumise à une censure.

### La destinée de l'hôpital à partir de 1789

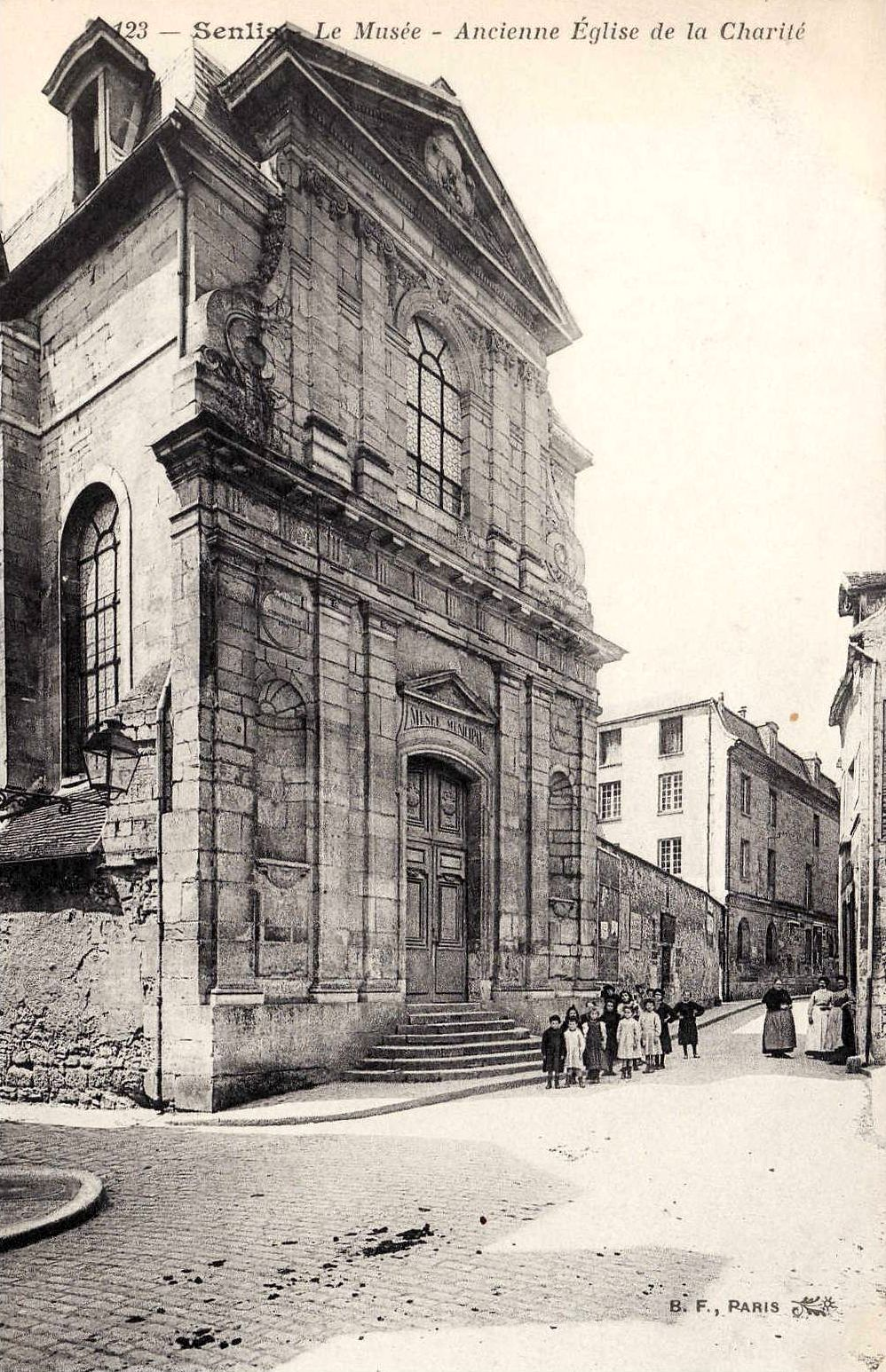
L'église de la Charité en tant que musée municipal.

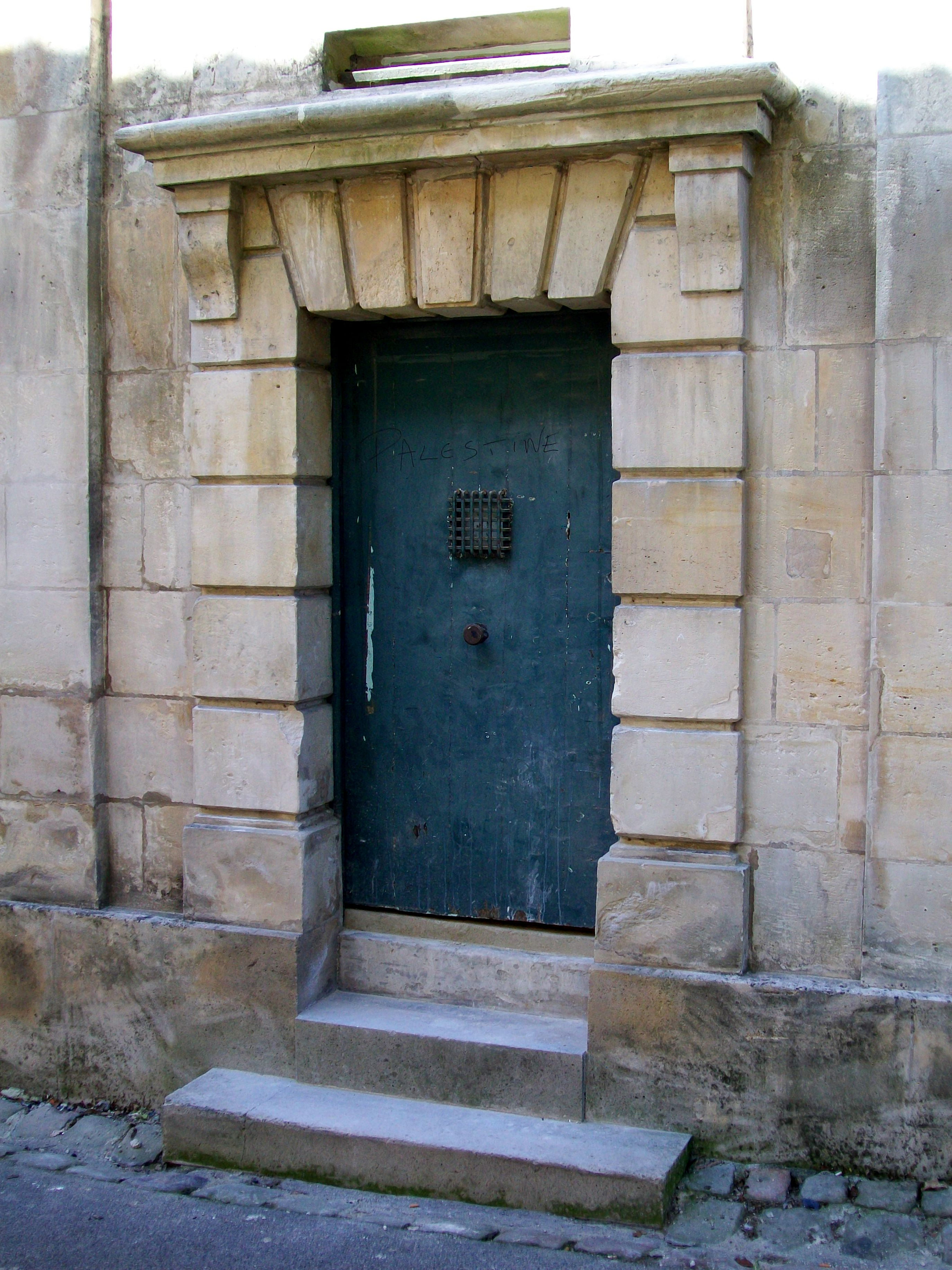
Porte de la prison, rue de la Poterne.

La Révolution n'interrompit pas le fonctionnement de l'hôpital. Les religieux, dévoués à leur cause, savaient être pragmatiques. Dès la fin de l'année 1790, les communautés religieuses avaient été défendues. Plusieurs parmi les trente-deux établissements hospitaliers de l'ordre de Saint-Jean-de-Dieu avaient été abandonnés, et les frères étaient retournés dans le monde pour vivre comme des séculiers. En conséquence, les religieux de Senlis revendiquaient d'être désormais considérés comme tels. Simples particuliers, ils pouvaient faire des entreprises en leurs risques, périls, et fortune, sans être tenus à en rendre compte à qui que ce soit. Dans un mémorandum, ils attirèrent aussi l'attention sur le fait qu'ils n'avaient jamais rien reçu comme don de la ville de Senlis, et que toutes leurs activités étaient financés par leurs moyens propres, tout comme l'édification de bâtiments pour un total de plus de trois cent mille livres. Ainsi, les hospitaliers se proposaient de continuer de soulager les pauvres, tout en maintenant le secteur psychiatrique indispensable pour générer des revenus. Mais malencontreusement, tous les pensionnaires sauf trois partirent en 1792, année de dissolution de l'ordre. L'hôpital ne put plus fonctionner comme auparavant, et des représentants de la ville entrèrent dans son administration. Le nom de l'établissement devint Hospice civil de la Charité. Avec la dissolution définitive de l'Hôtel-dieu en 1807, les malades des deux sexes furent désormais accueillis.
La Charité ferma en 1833 à la suite de la fusion avec l'hôpital Saint-Lazare, qui devint l'Hôpital général de Senlis. Les bâtiments désaffectés furent acquis par la ville, en ce qui concerne l'ancienne infirmerie rue de Meaux et l'église, et par le département de l'Oise, pour tout le reste. La ville de Senlis ouvrit une école maternelle et une école de filles dans le bâtiment de l'infirmerie de 1708, et selon certaines sources, l'église a temporairement été rendue au culte. La sous-préfecture et le tribunal civil emménagèrent dans le bâtiment conventuel neuf ou « la Liberté », rue de la République, à partir de 1836 ; ils étaient auparavant hébergés dans l'ancien palais épiscopal où le palais de justice allait revenir après la Première Guerre mondiale. Les bâtiments de « la Force », rue de la Poterne, furent tout naturellement transformés en prison en 1840, après l'abandon de l'ancienne prison impasse Antoine-Baumé (près du prieuré Saint-Maurice). Le changement de vocation d'hôpital psychiatrique vers un centre de détention entraîna des modifications effectuées en 1843. Les fenêtres ont été réduites et grillagées ; un logement du gardien, un parloir, une chapelle de style néogothique, des hauts murs autour du jardin désormais subdivisé en cinq promenoirs, et des cachots souterrains ont été aménagés, et un bâtiment cellulaire d'un étage a été construit. Finalement, l'église trouva aussi une nouvelle affectation comme musée municipal, inauguré le 24 juillet 1887, transformé en musée de la Vénerie en 1934-35, puis transféré dans le palais abbatial du prieuré Saint-Maurice en 1956.
Lors de la bataille de Senlis, le 2 septembre 1914, les bâtiments du palais de justice et de la sous-préfecture furent détruits ; ils seront reconstruits sous une forme simplifiée en 1973 seulement comme nouvelle Perception de Senlis (agence des Finances publiques). La prison ferma avec l'incendie de 1914 mais rouvrit après la guerre pour un certain temps encore. Puis commença une longue période d'abandon, et l'ancienne « Force » échappa de peu à la démolition. Elle resta propriété de l'État. Entre 1983 et 2002 enfin, elle trouva un nouvel usage en tant qu'annexe des archives départementales. Les transformations de 1843 ont été neutralisées et les bâtiments restaurés. Après le départ des archives départementales, l'ancien hôpital a été transformé en logements jusqu'en 2011, l'église restant cependant vacante. Les possibilités de reconversion sont très limitées et il est difficile de trouver une activité commerciale compatible avec ce bâtiment classé Monument historique.

## Description

### Aperçu général
L'ancien hôpital de la Charité se situe dans le centre-ville médiéval de Senlis, à l'est de la rue de la République (RD 1017), dans le quartier dit aujourd'hui Saint-Vincent. L'espace jadis occupé par l'hôpital, à l'apogée de son développement, était délimité par quatre rues : la rue de Meaux au nord (anciennement rue Sainte-Geneviève), la rue de la Poterne à l'est, la rue du Temple au sud (anciennement rue des Cordeliers) et la rue de la République à l'ouest (anciennement rue Royale). Cette rue a été percée pendant les années 1750 comme nouveau tracé de la RN 17 et motivée la construction d'une cour d'honneur vers cette rue. Mais ce corps de bâtiment ayant été détruit lors de la bataille de Senlis le 2 septembre 1914, ce que l'on y voit aujourd'hui est la Perception de 1973, dont l'architecture imite les volumes du bâtiment conventuel disparu, pour se conformer aux cadre du secteur sauvegardé de Senlis. La poste a été construite en même temps, également sur l'ancienne emprise de la Charité. La plupart des bâtiments de l'ancien hôpital subsistent, à savoir tous ceux érigés jusqu'en 1752. Rue de Meaux, l'on voit l'ancienne infirmerie de 1708 (bâtiment principal jusqu'en 1771) et l'église de 1706/15 au carrefour dit des Tisserands (anciennement des Turlupins). Rue de la Poterne et rue des Cordeliers, l'on voit les bâtiments de l'ancien hôpital psychiatrique. La façade du bâtiment de « la Force » rue de la Poterne est celle de 1843, résultant de la reconversion en prison trois ans plus tôt.

### L'église de la Charité

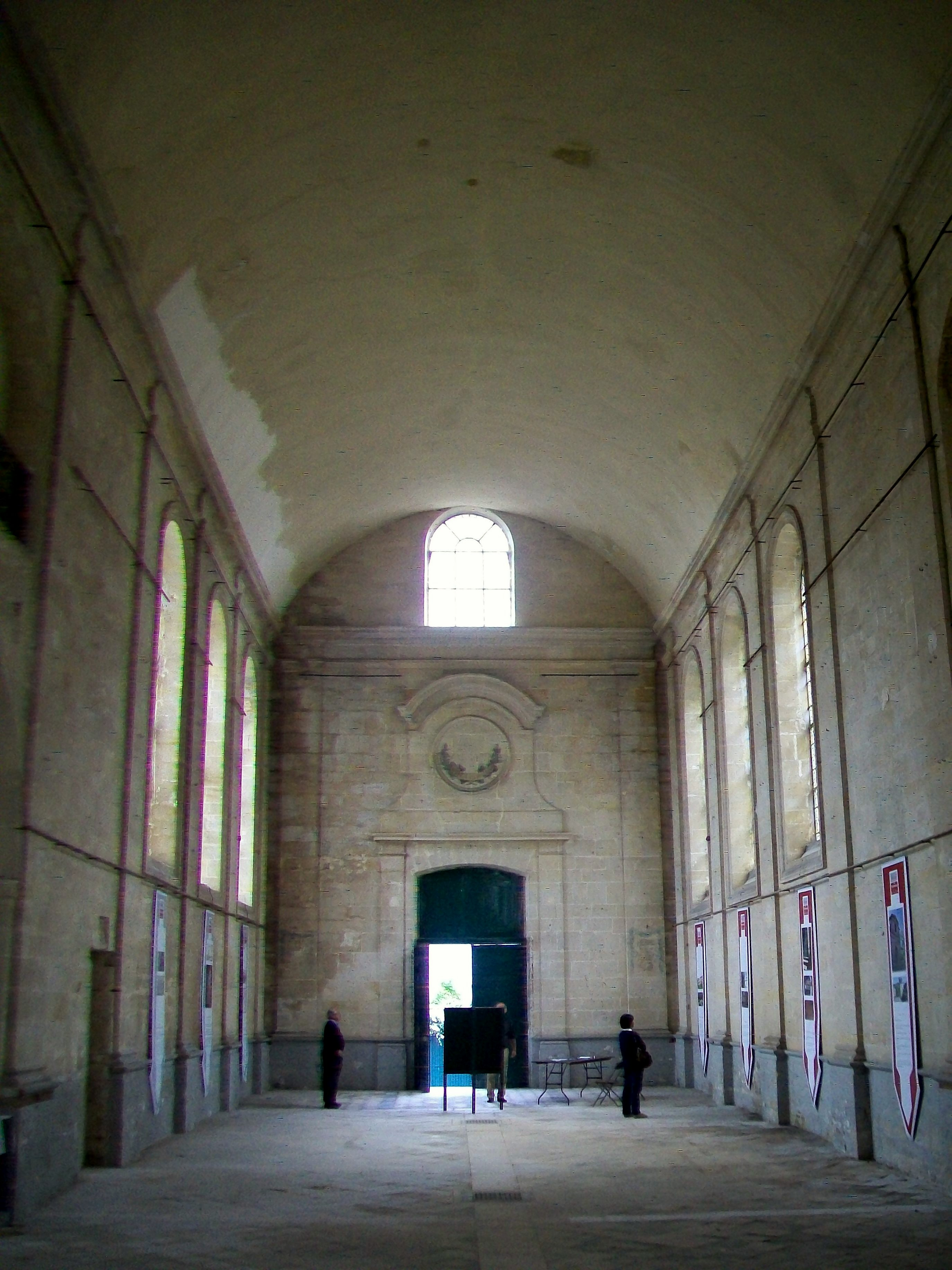
Église de la Charité, côté nord, vue vers le portail.

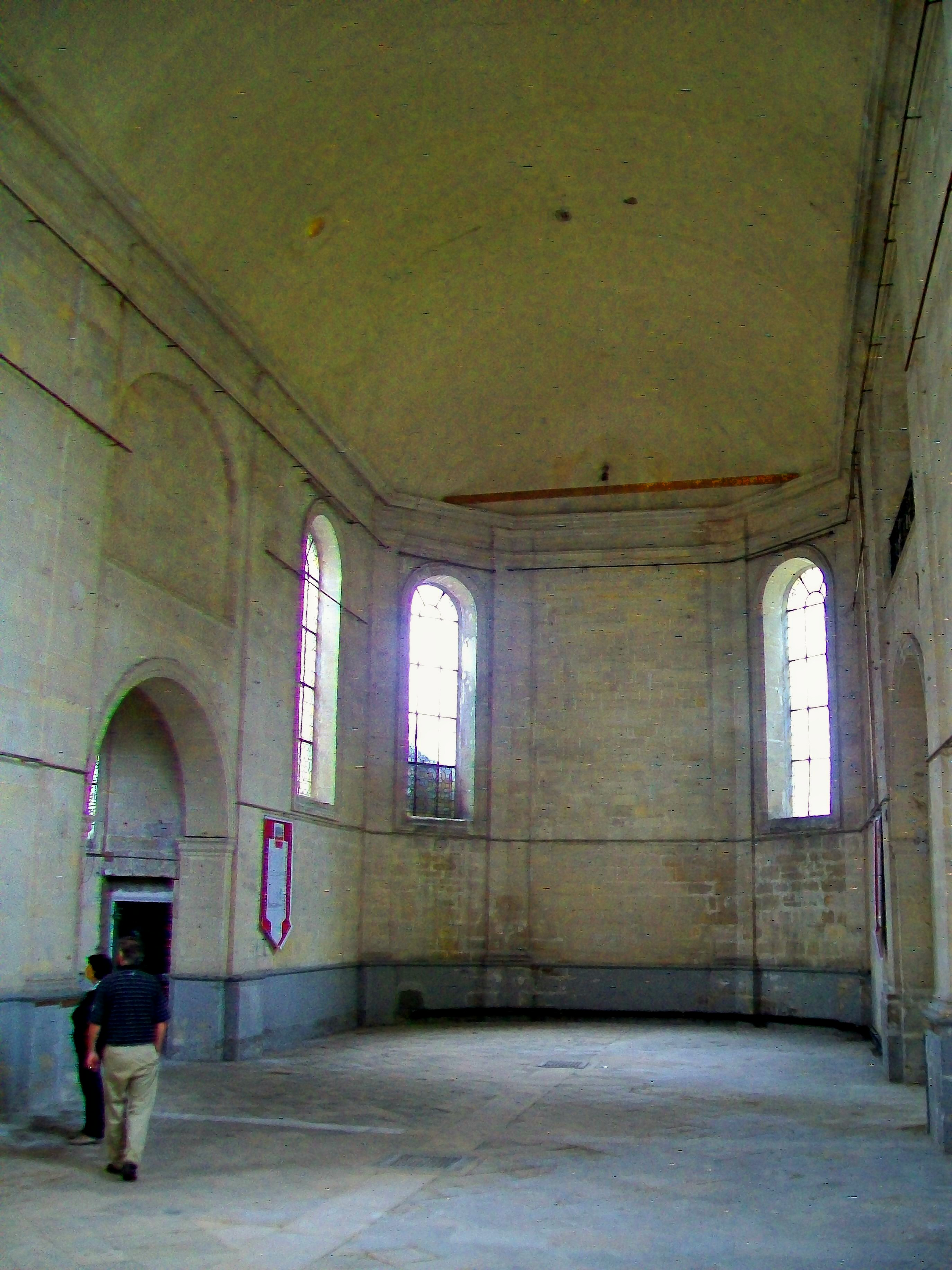
Le chœur de l'église.

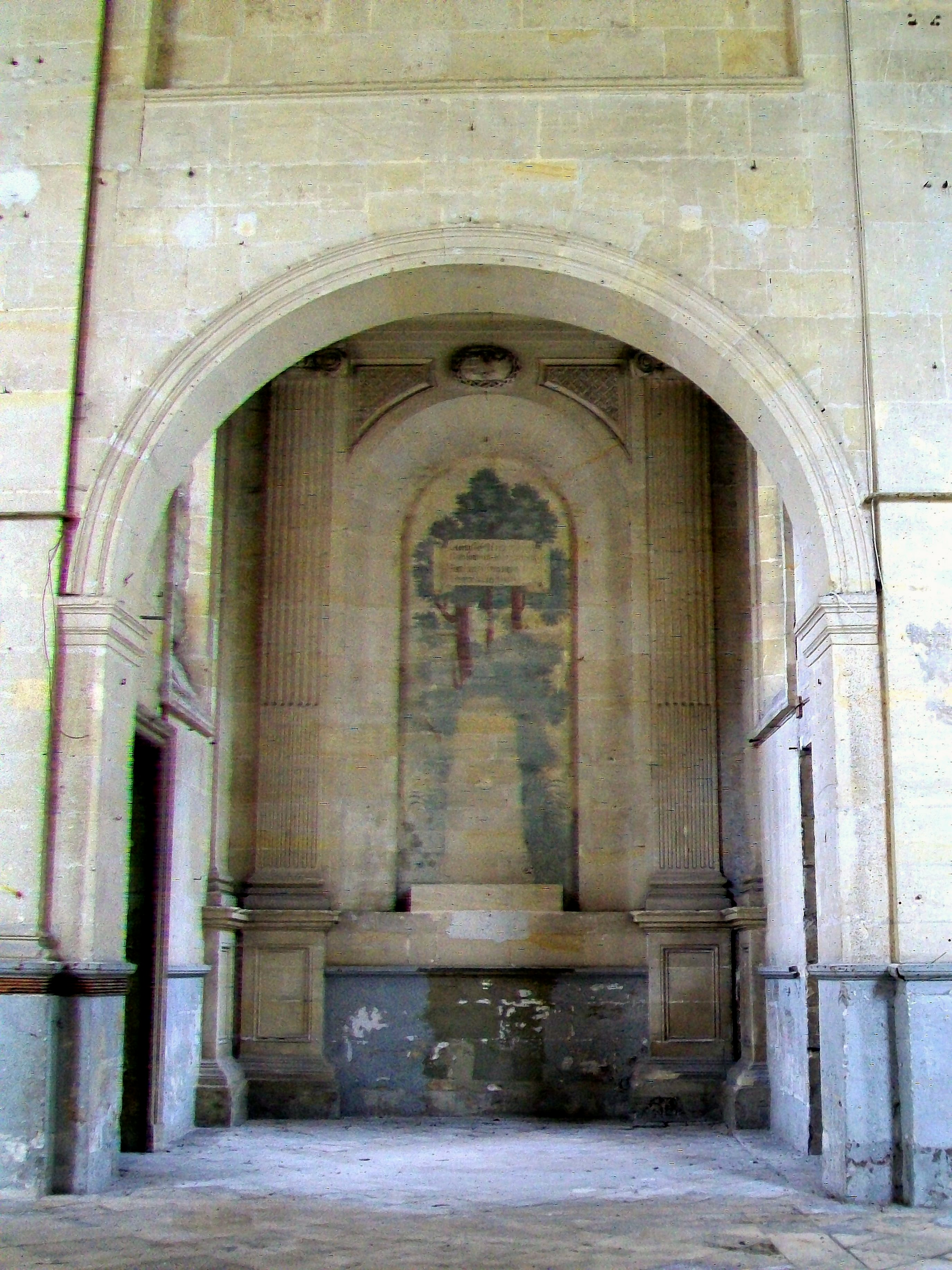
Croisillon oriental du transept.

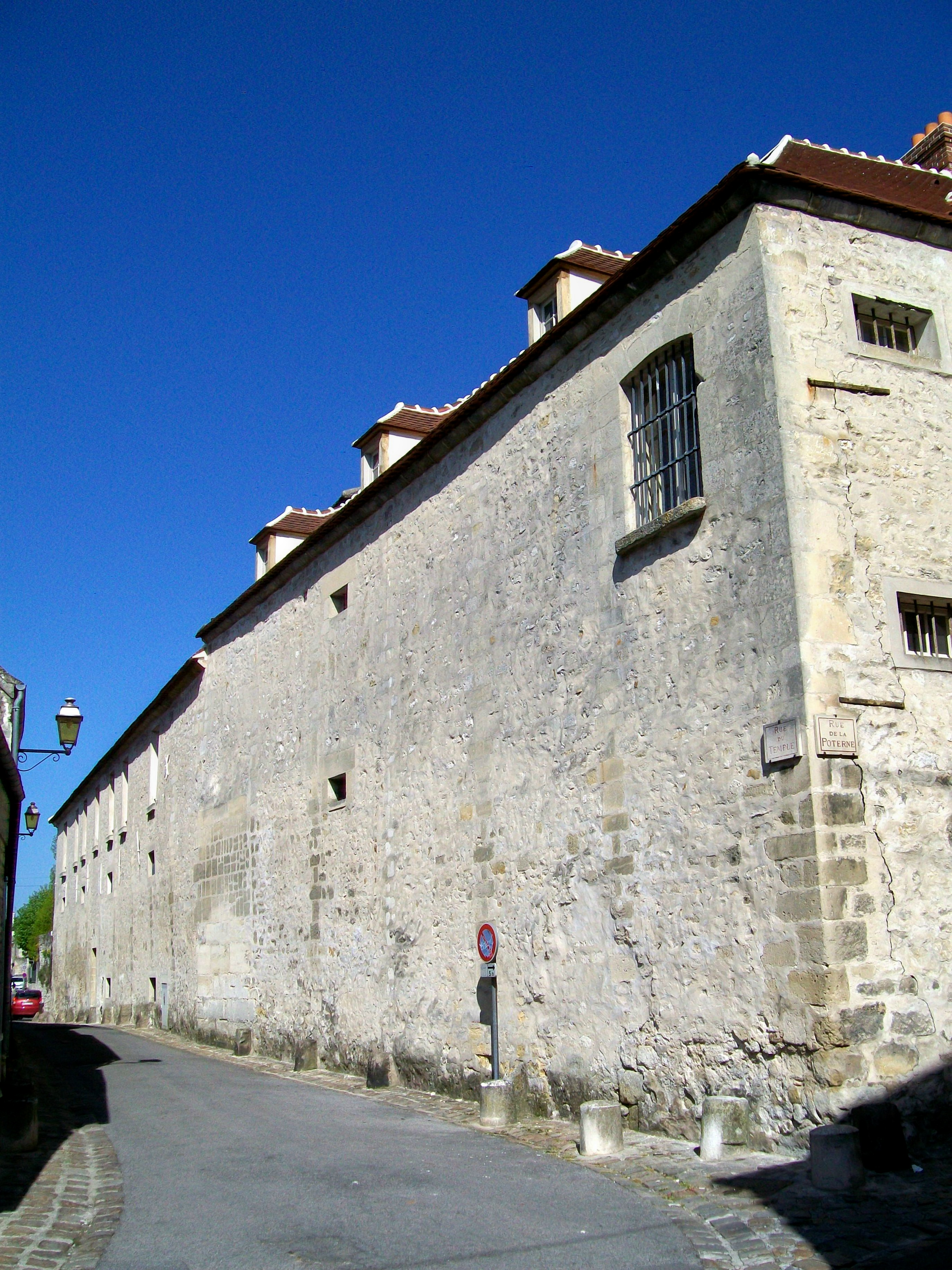
Façade sur la rue de la Poterne.

La façade principale de l'église de la Charité, au carrefour des Tisserands, était autrefois précédée d'une petite place appartenant à l'hôpital, et que les religieux avaient aménagée moyennant la démolition d'une maison. Un calvaire y avait été érigé, encore attesté pour les années 1870. Cette place n'existe plus, et l'église paraît enserrée entre les constructions voisines. Sa particularité est son orientation sud-nord, avec le portail au nord et le chœur au sud. Selon une hypothèse émise par Durand et Bonnet-Laborderie, cela s'explique par la considération de la salle de l'infirmerie attenante (à l'ouest) comme la nef véritable, à l'instar des Hôtels-dieu médiévaux. Or, il faut également tenir compte de la configuration hétérogène du terrain que les religieux possédaient au début du XVIIIe siècle, quand la construction de l'église commença. Les hospitaliers ont acheté des maisons particulières et des masures, de fur et à mesure que leurs moyens le permettaient, et que les propriétaires étaient disposés de vendre. L'espace disponible était encore limité. Une orientation est-ouest de l'église aurait impliqué soit le renoncement à une façade représentative côté portail, soit l'aménagement d'un parvis prenant sur le terrain de l'hôpital.
L'église a été construite dans le style classique. La façade principale nord a bénéficié d'un décor très sophistiqué, alors que les autres façades, peu exposées, ne présentent aucune particularité et sont très sobres. Une corniche plate à l'antique divise la façade en deux niveaux. Le niveau inférieur avec le portail cintré surmonté d'un fronton surbaissé est orné de six pilastres à chapiteaux toscans. Les second et troisième pilastres, ainsi que les quatrième et cinquième, sont très rapprochés. À gauche et à droite de la façade, ils encadrent des niches toujours en attente de leurs statues. Le second niveau est moins large, des énormes ailerons à volute établissant la transition depuis la largeur du premier niveau. Les pilastres ne sont donc qu'au nombre de quatre, et leurs chapiteaux sont ioniques. Au milieu, une baie plein cintre éclaircit la nef. Sa clé de voûte est ornée d'un angelot, et des guirlandes retombent symétriquement dans les écoinçons. La façade s'achève par un imposant fronton triangulaire.
Le plan de l'église est assez simple. Les murs en pierre de taille apparente, très soigneusement exécutés mais sobres, sont animés par des pilastres entre les travées. La nef unique est voûtée en berceau, et cette voûte sans structuration aucune se termine en cul-de-four au-dessus du chœur à pans coupés. Le chœur possède quatre baies plein cintre. Son chevet est aveugle, sans doute pour avoir être occupé par le maître-autel et le retable. L'église possède un double transept de faible hauteur, et le croisillon occidental est aujourd'hui bouché. Au-dessus, s'ouvraient des tribunes pour les malades : pour celles de l'infirmerie à l'ouest, et pour celles de « la Force » à l'est. Les autres pensionnaires pouvaient venir assister aux offices dans l'église. Le croisillon oriental abrite une chapelle latérale. Deux baies, au nord et au sud, laissent pénétrer la lumière. Le décor de style classique autour de son autel aujourd'hui disparu est assez élaboré. Au nord de la croisée du transept, la nef est divisée en quatre travées, dont la quatrième, plus large, n'est pas dotée de fenêtres. Entre 1956, année de déménagement du musée de la Vénerie dans le palais du prieur du prieuré Saint-Maurice, et 1983, ainsi que depuis 2002, la chapelle est vacante. Entretemps, elle était remplie de rayons d'archives. Le système de chauffage d'origine, par des grillages dans le sol, est encore en place.
En septembre 2013, elle est vendue à l'Éparchie Saint Vladimir le Grand de Paris des Ukrainiens.

### L'infirmerie et les bâtiments pour les pensionnaires
L'infirmerie est le bâtiment le plus représentatif parmi ceux qui restent, car sa façade principale donne sur la rue (en l'occurrence, la rue de Meaux au nord). Il y a également une aile en retour d'équerre vers le sud. La construction de l'ensemble fut achevée probablement en 1708, et il est donc contemporain de l'église, qu'il poursuit en tant que croisillon occidental du transept. Le petit clocher en charpente s'élève donc au-dessus de l'extrémité est de l'infirmerie. La façade septentrionale non symétrique est précédée d'une petite cour clôturée par une grille en fer forgé, sous laquelle subsiste un réseau de caves en tant que vestiges des maisons qui s'y situaient auparavant. Les caves communiquent avec l'ossuaire souterrain, où les restes des religieux inhumés dans le cimetière de l'hôpital ont été transférés au XIXe siècle. L'infirmerie elle-même comporte un étage et une mansarde, et est percée de grandes fenêtres. Le portail est surmonté d'un fronton triangulaire sculpté d'un écusson présentant des motifs floraux et trois étoiles. Ces trois étoiles reviennent plusieurs fois dans le décor de la Charité, comme par exemple sur la façade de l'église. Le plan initial du bâtiment ne s'est pas préservé. Il a regroupé des fonctions centrales avant la construction du nouveau bâtiment conventuel sur la rue de la République (celui détruit pendant la guerre) et portait le surnom de « la Liberté » avant la construction de ce dernier. La moitié de l'étage, soit la totalité de la partie donnant sur la rue de Meaux, comportait la salle des malades avec ses quatorze lits. Comme il a déjà été dit, le bâtiment est devenue école municipale de filles pendant les années 1830 et l'est resté jusqu'à une période assez récente ; cet usage comme école a duré plus longtemps que l'usage comme hôpital, terminé au bout de cent vingt-cinq ans en 1833.
Les façades des longues ailes rue de la Poterne et rue du Temple sont particulièrement austères et ne présentent que peu d'ouvertures. Elles gardent encore le caractère que leur a confié la transformation en prison en 1840, avec les travaux d'aménagement de 1843. Cependant, comme le démontre un plan de 1773, ce ne sont que les couloirs qui donnent sur la rue. Les chambres individuelles des pensionnaires donnent toutes sur la cour de promenade, en ce qui concerne le bâtiment de « la Force » rue de la Poterne, et sur le grand jardin, en ce qui concerne le bâtiment de semi-liberté rue du Temple. Vers la cour et le jardin, les bâtiments ont des fenêtres assez grandes pour l'époque, et les façades y sont aussi plus gaies grâce aux récentes restaurations, qui leur ont rendu leur apparence d'origine. L'histoire de ces bâtiments n'est encore que peu connue. L'on sait en quelle année les religieux ont racheté tel maison ou tel terrain pour réunir le domaine qu'ils envisageaient, et l'on sait en quelle année des extensions eurent lieu, et pour quel montant de travaux. Or, les archives ne disent pas en quel ordre les maisons anciennes ont été démolies, et en quel lieu les multiples furent exécutés. Elles commencèrent quelques années après la mise en service de l'hôpital et se terminèrent seulement en 1752, alors que l'ensemble architectural qui en résulte est relativement homogène. L'on peut seulement apercevoir une rupture entre le bâtiment de « la Force » et le bâtiment pour le régime de semi-liberté.

## Protection
L'ancien hôpital de la Charité a été classé Monument historique par arrêté du 19 janvier 1942.